# سارة مون
سارة مون (بالفرنسية: Sarah Moon)‏ هي مصورة مورضة وعارضة ومصورة بريطانية وفرنسية، ولدت في 17 نوفمبر 1941 في فيرنون (فرنسا) في فرنسا.

## وصلات خارجية
- سارة مون على موقع IMDb (الإنجليزية)
- سارة مون على موقع ميوزك برينز (الإنجليزية)
- سارة مون على موقع ديسكوغز (الإنجليزية)
- سارة مون على موقع قاعدة بيانات الفيلم (الإنجليزية)